# Ceán Chaffin
Ceán Chaffin (Los Angeles, 26 juni 1957) is een Amerikaanse filmproducente. Ze is sinds 1996 de echtgenote van regisseur David Fincher en de producente van diens films.

## Carrière
Ceán Chaffin begon haar carrière als de producente van muziekvideo's en reclamespots. Zo was ze de producente van de videoclip voor het nummer "Scream" van Janet en Michael Jackson. In de jaren 1990 leerde ze regisseur David Fincher kennen bij het maken van een Japanse Coca Cola-reclamespot (Zero City Blade). In 1996 huwden Chaffin en Fincher, waarna ze uitgroeide tot de vaste producente van de regisseur. In 1997 maakte ze haar filmdebuut met de thriller The Game, een film die ze haar echtgenoot had afgeraden om te regisseren.
Voor zowel The Curious Case of Benjamin Button (2008) als The Social Network (2010) werd Chaffin genomineerd voor de Oscar voor beste film.

## Filmografie
Film
- The Game (1997)
- Fight Club (1999)
- Panic Room (2002)
- Zodiac (2007)
- The Curious Case of Benjamin Button (2008)
- The Social Network (2010)
- The Girl with the Dragon Tattoo (2011)
- Gone Girl (2014)
- Mank (2020)

Televisie
- Mindhunter (2017–2019)